# Дарден (Тенеси)
Дарден (енгл. Darden) насељено је место без административног статуса у америчкој савезној држави Тенеси.

## Демографија
По попису из 2010. године број становника је 399.
| Група             | 2000.    | 2010.       |
| Белци             | 0 (0,0%) | 384 (96,2%) |
| Афроамериканци    | 0 (0,0%) | 6 (1,5%)    |
| Азијати           | 0 (0,0%) | 1 (0,3%)    |
| Хиспаноамериканци | 0 (0,0%) | 1 (0,3%)    |
| Укупно            | 0        | 399         |